# Mariví Bilbao
Marivi Bilbao, właśc. Maria Victoria Bilbao Goyoaga (ur. 22 stycznia 1930 w Bilbao, zm. 3 kwietnia 2013 tamże) – hiszpańska aktorka filmowa i telewizyjna.

## Filmografia
seriale
- 1997: Al salir de clase
- 2003: Pod jednym dachem jako Marisa Benito
- 2007: La Que se avecina jako Izaskun Sagastume

film
- 1995: Salto al vacio jako Maria
- 1999: Zatarte ślady jako Felisa
- 2004: Siódmy dzień jako Graciela
- 2007: W stronę światła jako Maria
- 2010: No controles
- 2012: La Venta del paraiso